# Diluvio (romanzo)
Diluvio (The Deluge) è il secondo romanzo di Stephen Markley, pubblicato nel 2022. L'edizione italiana è del 2024, a cura di Einaudi.
Il romanzo racconta, tramite le storie di una serie di personaggi molto diversi tra loro, gli eventi che caratterizzano gli Stati Uniti tra il 2013 e il 2039. Partendo dall'ascesa di Donald Trump come 45º Presidente degli Stati Uniti d'America, l'intreccio narrativo si concentra sul tema del cambiamento climatico e delle conseguenze che disastri naturali sempre più gravi hanno sulla politica nazionale, restituendo il ritratto di un Paese fragile e in balìa degli interessi economici.
Il romanzo è stato inserito dal New York Times tra i romanzi più notevoli del 2023.